# (11703) Glassman
(11703) Glassman (1998 FL121) – planetoida z pasa głównego asteroid okrążająca Słońce w ciągu 4,21 lat w średniej odległości 2,6 j.a. Odkryta 20 marca 1998 roku.